# Ло-Эспехо
Ло-Эспехо (исп. Lo Espejo) — коммуна в Чили. Одна из городских коммун города Сантьяго. Коммуна входит в состав провинции Сантьяго и Столичной области.

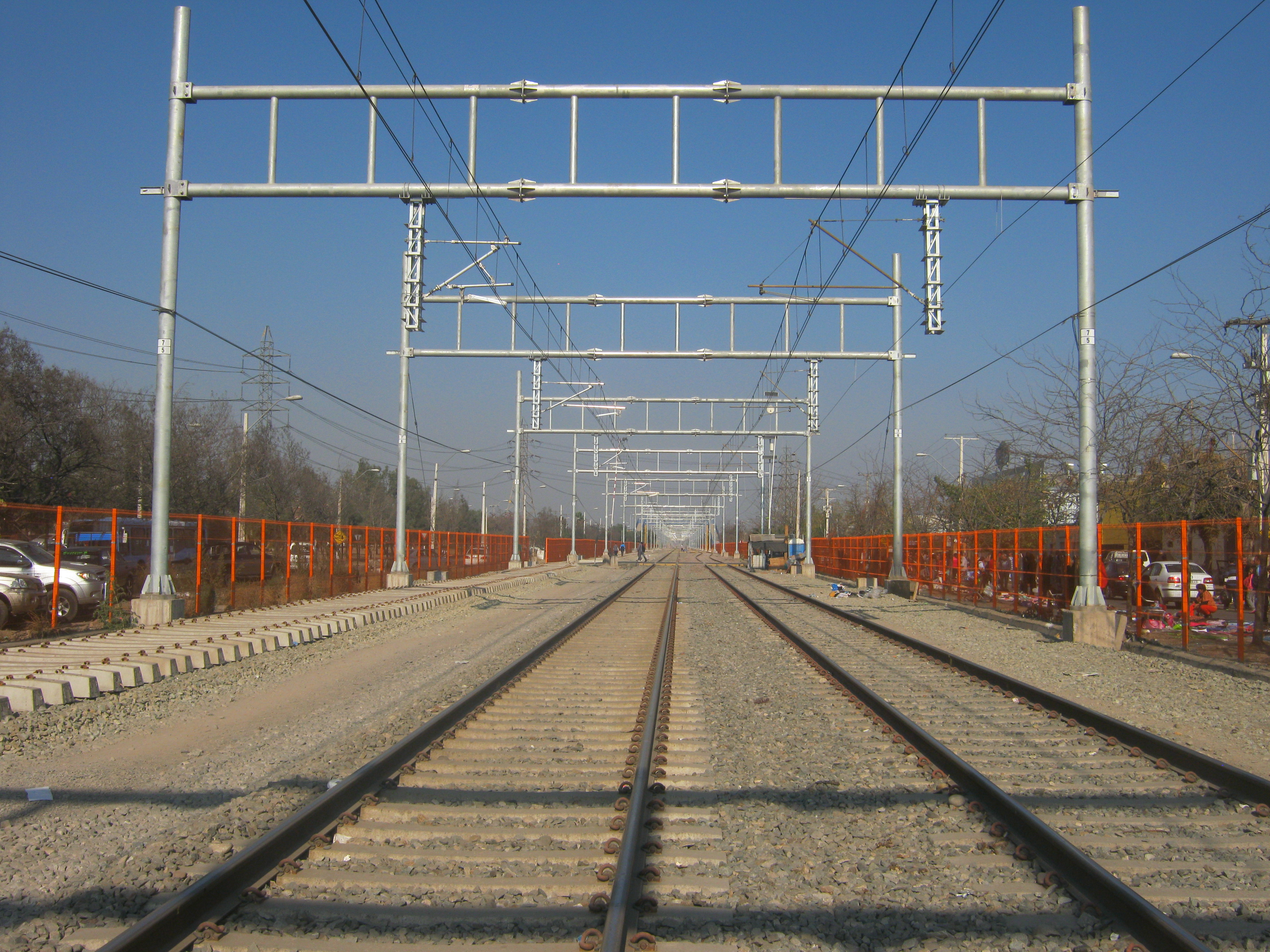
Железная дорога в Ло-Эспехо.

Территория — 7 км². Численность населения — 98 804 жителя (2017). Плотность населения — 14114,9 чел./км².

## Расположение
Коммуна расположена на юго-западе города Сантьяго.
Коммуна граничит:
- на севере — c коммуной Педро-Агирре-Серда
- на востоке — с коммуной Ла-Систерна
- на юге — c коммуной Сан-Бернардо
- на западе — c коммуной Серрильос

## Демография
Согласно сведениям, собранным в ходе переписи 2017 г  Национальным институтом статистики (INE),  население коммуны составляет:
| Полное население                          | Полное население                          | Полное население                          | Полное население                          | Полное население                          | 98 804  |
| ----------------------------------------- | ----------------------------------------- | ----------------------------------------- | ----------------------------------------- | ----------------------------------------- | ------- |
| в том числе:                              | Городское население                       | 98 804                                    | Процент городского населения, %           | 100                                       |         |
|                                           | Сельское население                        | 0                                         | Процент сельского населения, %            | 0                                         |         |
|                                           | Мужское население                         | 49 146                                    | Процент мужского населения, %             | 49,74                                     |         |
|                                           | Женское население                         | 49 658                                    | Процент женского населения, %             | 50,26                                     |         |
| Плотность населения, чел/км²              | Плотность населения, чел/км²              | Плотность населения, чел/км²              | Плотность населения, чел/км²              | Плотность населения, чел/км²              | 14114,9 |
| Население коммуны в % к населению области | Население коммуны в % к населению области | Население коммуны в % к населению области | Население коммуны в % к населению области | Население коммуны в % к населению области | 1,39    |

| Динамика изменения населения коммуны | Динамика изменения населения коммуны | Динамика изменения населения коммуны | Динамика изменения населения коммуны |
| ------------------------------------ | ------------------------------------ | ------------------------------------ | ------------------------------------ |
| 1992                                 | 2002                                 | 2012                                 | 2017                                 |
| 120075                               | 112800▼                              | 99527▼                               | 98804▼                               |